# Bucy-le-Long
Bucy-le-Long település Franciaországban, Aisne megyében. Lakosainak száma 1915 fő (2022. január 1.). Bucy-le-Long Acy, Chivres-Val, Crouy, Missy-sur-Aisne, Soissons, Venizel, Villeneuve-Saint-Germain és Vregny községekkel határos.

## Népesség
A település népességének változása:
| Lakosok száma | 1387 | 1801 | 1841 | 1964 | 1911 | 1895 | 1880 | 1861 | 1883 | 1915 |
|               | 1968 | 1982 | 1990 | 2006 | 2013 | 2015 | 2017 | 2019 | 2020 | 2022 |